# كونواي (كارولاينا الجنوبية)
كونواي (بالإنجليزية: Conway, South Carolina)‏ هي مدينة تقع في الولايات المتحدة في مقاطعة هوري (كارولاينا الجنوبية). يقدر عدد سكانها بـ 16,317 نسمة ومساحتها 34.7 كم2 وترتفع عن سطح البحر 10 متر.

## التركيبة السكانية
حدّد مكتب تعداد الولايات المتحدة بيانات التركيبة السكانية لكونواي في تعداد الولايات المتحدة. في ما يلي، التركيبة السكانية حسب تعدادي 2000 و2010.

### تعداد عام 2000
بلغ عدد سكان كونواي 11,788 نسمة بحسب تعداد عام 2000، وبلغ عدد الأسر 4,259 أسرة وعدد العائلات 2,943 عائلة مقيمة في المدينة. في حين سجلت الكثافة السكانية 185.8 نسمة لكل كيلومتر مربع (481.2/ميل2). وبلغ عدد الوحدات السكنية 4,783 وحدة بمتوسط كثافة قدره 75.4 لكل كيلومتر مربع (195.3/ميل2).
وتوزع التركيب العرقي للمدينة بنسبة 55.82% من البيض و41.85% من الأمريكيين الأفارقة و0.21% من الأمريكيين الأصليين و0.74% من الأمريكيين ذوي الأصول الآسيوية و0.03% من سكان جزر المحيط الهادئ و0.64% من الأعراق الأخرى و0.72% من عرقين مختلطين أو أكثر و1.87% من الهسبانيون أو اللاتينيون من أي عرق.
بلغ عدد الأسر 4,259 أسرة كانت نسبة 37.9% منها لديها أطفال تحت سن الثامنة عشر تعيش معهم، وبلغت نسبة الأزواج القاطنين مع بعضهم البعض 42.3% من أصل المجموع الكلي للأسر، ونسبة 23.3% من الأسر كان لديها معيلات من الإناث دون وجود شريك، بينما كانت نسبة 3.5% من الأسر لديها معيلون من الذكور دون وجود شريكة وكانت نسبة 30.9% من غير العائلات. تألفت نسبة 26.7% من أصل جميع الأسر من عدة أفراد يعيشون في نفس المنزل ونسبة 9.9% كانت تتألف من شخص يعيش بمفرده يبلغ من العمر 65 عاماً أو أكثر. وبلغ متوسط حجم الأسرة المعيشية 2.52، أما متوسط حجم العائلات فبلغ 3.02.
بلغ العمر الوسطي للسكان 33.1 عاماً. وكانت نسبة 25% من القاطنين تحت سن الثامنة عشر، وكانت نسبة 9.3% بين الثامنة عشر والرابعة والعشرين عاماً، ونسبة 24.9% كانت واقعةً في الفئة العمرية ما بين الخامسة والعشرين والرابعة والأربعين عاماً، ونسبة 20% كانت ما بين الخامسة والأربعين والرابعة والستين، ونسبة 11.8% كانت ضمن فئة الخامسة والستين عاماً فما فوق. يوجد لكل 100 أنثى 84.2 ذكر، ويوجد لكل 100 أنثى في الثامنة عشر من عمرها فما فوق 75.4 ذكر.
بلغ متوسط دخل الأسرة في المدينة 32,155 دولارًا، أما متوسط دخل العائلة فبلغ 39,189 دولارًا. وكان متوسط دخل الذكور 26,720 دولارًا مقابل 21,310 دولارًا للإناث. وسجل دخل الفرد الخاص بالمدينة 16,611 دولارًا. وكانت نسبة 15.9% من العائلات ونسبة 20.2% من السكان تحت خط الفقر، وكان من هؤلاء نسبة 33.2% تحت سن الثامنة عشر ونسبة 16% في الخامسة والستين من العمر وما فوق.

### تعداد عام 2010
بلغ عدد سكان كونواي 17,103 نسمة بحسب تعداد عام 2010، وبلغ عدد الأسر 6,221 أسرة وعدد العائلات 3,702 عائلة مقيمة في المدينة. في حين سجلت الكثافة السكانية 269.5 نسمة لكل كيلومتر مربع (698.0/ميل2). وبلغ عدد الوحدات السكنية 7,238 وحدة بمتوسط كثافة قدره 114.1 لكل كيلومتر مربع (295.5/ميل2).
وتوزع التركيب العرقي للمدينة بنسبة 59.56% من البيض و37.02% من الأمريكيين الأفارقة و0.22% من الأمريكيين الأصليين و0.68% من الأمريكيين ذوي الأصول الآسيوية و0.04% من سكان جزر المحيط الهادئ و1.01% من الأعراق الأخرى و1.47% من عرقين مختلطين أو أكثر و2.92% من الهسبانيون أو اللاتينيون من أي عرق.
بلغ عدد الأسر 6,221 أسرة كانت نسبة 29.7% منها لديها أطفال تحت سن الثامنة عشر تعيش معهم، وبلغت نسبة الأزواج القاطنين مع بعضهم البعض 35.9% من أصل المجموع الكلي للأسر، ونسبة 19.9% من الأسر كان لديها معيلات من الإناث دون وجود شريك، بينما كانت نسبة 3.7% من الأسر لديها معيلون من الذكور دون وجود شريكة وكانت نسبة 40.5% من غير العائلات. تألفت نسبة 26.3% من أصل جميع الأسر من عدة أفراد يعيشون في نفس المنزل ونسبة 10% كانت تتألف من شخص يعيش بمفرده يبلغ من العمر 65 عاماً أو أكثر. وبلغ متوسط حجم الأسرة المعيشية 2.49، أما متوسط حجم العائلات فبلغ 2.96.
بلغ العمر الوسطي للسكان 29.3 عاماً. وكانت نسبة 20% من القاطنين تحت سن الثامنة عشر، وكانت نسبة 25.2% بين الثامنة عشر والرابعة والعشرين عاماً، ونسبة 20.4% كانت واقعةً في الفئة العمرية ما بين الخامسة والعشرين والرابعة والأربعين عاماً، ونسبة 21.3% كانت ما بين الخامسة والأربعين والرابعة والستين، ونسبة 13.2% كانت ضمن فئة الخامسة والستين عاماً فما فوق. وتوزع التركيب الجنسي للسكان بنسبة 45.7% ذكور و54.3% إناث.

## أعلام
- ويليام جيبسون
- بيري ريتشاردسون
- إدغار إل. مكغوان
- غرانت هولمز
- جونيور همينغواي